# Florilegus similis
Florilegus similis là một loài Hymenoptera trong họ Apidae. Loài này được Urban mô tả khoa học năm 1970.